# Inktomi
Inktomi – kalifornijska firma programistyczna, założona w 1996 r., która opracowywała oprogramowanie dla dostawców usług internetowych oraz wprowadziła wyszukiwarkę internetową o tej samej nazwie. 
Firma została w 2002 r. zakupiona przez Yahoo! za kwotę 235 milionów dolarów. 